# Elgonina inexpextata
Elgonina inexpextata är en tvåvingeart som beskrevs av Amnon Freidberg och Merz 2006. Elgonina inexpextata ingår i släktet Elgonina och familjen borrflugor.
Artens utbredningsområde är Kenya. Inga underarter finns listade i Catalogue of Life.